# Amatory
[AMATORY] – rosyjski zespół grający metal alternatywny, powstały w 2001 w Petersburgu.

## Muzycy

### Obecni członkowie
- Aleksander [ALEX] Pawłow – gitara
- Denis [DENVER] Żywotowski – gitara basowa, śpiew
- Siergiej Rajew – śpiew
- Ilja [KUHIN] Kuchin – gitara
- Daniił [STEWART] Swietłow – perkusja

### Byli członkowie
- Dmitrij [JAY] Rubanowski – gitara
- Igor [IGOR] Kapranow – śpiew
- Siergiej [GANG] Osieczkin – gitara
- Aleksiej [LEXUS] Owczynnikow – śpiew
- Jewgienij [PJ] Potiechin – śpiew, gitara
- Wiaczesław [SLAVA] Sokołow – śpiew

## Dyskografia

### Splity
- 2002 – Хлеб (Chleb) (ang. Bread) (z zespołem Spermadonarz)

### Albumy studyjne
- 2003 – Вечно прячется судьба (ang. The Fortune on the Run)
- 2004 – Неизбежность (ang. Inevitability)
- 2006 – Книга мёртвых (ang. The Book of Dead)
- 2008 – VII
- 2010 – Инстинкт обречённых (ang. Instinct Of The Doomed)

### Single
- 2003 – Осколки
- 2004 – Две жизни (ang. Two Lives)
- 2005 – Чёрно-белые дни (ang. Black And White Days)
- 2006 – Преступление против времени (ang. Crime Against Time)
- 2007 – Слишком поздно (ang. Too Late)
- 2009 – Багровый Рассвет (ang. The Crimson Dawn)
- 2010 – Сквозь Закрытые Веки (ang. Through Closed Eyelids)

## Wideografia

### DVD
- 2005 – Post Scriptum
- 2007 – Home Video Evol.1
- 2008 – Live eviL